# Die Knebel von Mavelon
Die Knebel von Mavelon ist ein historisch-satirischer Roman der deutschen Autorin Steffi von Wolff, der erstmals im März 2006 veröffentlicht wurde. Der Titel, der sich zwar auch auf die Hauptfigur und ihren Heimatort bezieht, ist vor allem eine Verballhornung von Marion Zimmer Bradleys Kultroman Die Nebel von Avalon.

## Handlung
Hessen im Jahre 1534: Lilian Knebel ist siebzehn Jahre alt und lebt mit ihrer Familie in Münzenberg in der Gemarkung Mavelon. Als die örtliche Kräuterkundige und Heilerin, wie zu dieser Zeit allgemein üblich, für das Brauen eines Trankes als Hexe auf dem Scheiterhaufen endet, fühlt sich das junge Mädchen zu ihrer Nachfolgerin berufen und erfindet bei ersten Experimenten mit Kräutern und Arzneien zufällig die Antibabypille.
Doch die staatliche und kirchliche Obrigkeit, allen voran Richter Tiburtius und Pater Valentin, ist von Lilians Erfindung wenig begeistert und will sie ebenfalls brennen sehen. Sie flieht gemeinsam mit Bertram, den die Tatsache, dass er kein Blut sehen kann, bei seiner Karriere als Scharfrichter behindert, dem Hofnarren Laurentius und Hiltrud, ihrer erstaunlich klugen Kuh, aus Hessen. Eine abenteuerliche Reise durch das mittelalterliche Europa beginnt, bei der die Flüchtlinge zahlreichen historischen Persönlichkeiten begegnen (darunter Martin Luther, Klaus Störtebeker, Christoph Kolumbus und Michelangelo), die sich oft als mit allzu menschlichen Fehlern behaftet erweisen.
Die Odyssee führt die flüchtigen Hessen schließlich bis nach Britannien, wo weitere skurrile Begegnungen mit Heinrich VIII., Robin Hood und dem weißen Wal Moby Dick auf sie warten.

## Hintergrund
Von Wolff parodiert in Die Knebel von Mavelon das Genre der Mittelalterromane mit weiblichen Hauptfiguren. Sie mischt dabei Fakten mit Fiktionen über historische Persönlichkeiten und bedient sich zur Beschreibung des mittelalterlichen Lebens der Protagonisten größtenteils der modernen Alltagssprache des 21. Jahrhunderts.
Im Anhang des Romans findet sich eine Erläuterung, an welchen Stellen und inwieweit die Autorin dichterische Freiheit und Wahrheit vermischt hat.